# Margot Ebert
Margot Elisabeth Ebert (* 8. Juni 1926 in Magdeburg; † 26. Juni 2009 in Berlin) war eine deutsche Schauspielerin, Moderatorin, Tänzerin, Entertainerin und Schriftstellerin.

## Leben
Margot Ebert wurde in Magdeburg geboren und wuchs gemeinsam mit einer älteren Schwester in Hamburg auf, wo sie auch eine professionelle Schauspiel-, Gesangs- und Tanzausbildung absolvierte. Eines ihrer ersten Engagements als Bühnendarstellerin hatte sie am Theater Erfurt und wirkte unter anderem in Theaterstücken wie Ein Sommernachtstraum und in Musicals wie My Fair Lady mit. Im Jahr 1952 war Ebert eine der ersten Sprecherinnen des neu gegründeten Deutschen Fernsehfunks (DFF) und wirkte daraufhin in zahlreichen Sendungen des Adlershofer Fernsehens der DDR mit. Von dessen Zuschauern wurde Ebert mehrfach zum Fernsehliebling gewählt.
Besondere Beliebtheit und Bekanntheit erlangte sie durch die Unterhaltungsshow Zwischen Frühstück und Gänsebraten, die von 1957 bis 1991 am ersten Weihnachtsfeiertag im Vormittagsprogramm des DDR-Fernsehens lief, und welche Ebert, mit einmaliger Ausnahme im Jahr 1984, gemeinsam mit Heinz Quermann moderierte. Populär war sie auch durch ihre Mitwirkung in der Lustspielreihe Maxe Baumann. Sie wirkte als Schauspielerin vor der Kamera von 1955 bis 1989 in mehr als 30 Film- und Fernsehproduktionen mit. Nach der Wende war Ebert zeitweise als Schriftstellerin tätig und widmete sich hauptsächlich der Malerei.
Margot Ebert war von 1947 bis zu dessen Tod im Jahr 1994 mit dem Schauspieler Wilfried Ortmann verheiratet, mit dem sie in Berlin lebte. Die Ehe blieb kinderlos. Ebert litt in ihren letzten Lebensjahren an einer Krebserkrankung und musste deshalb mehrfach operiert werden. Sie starb am 26. Juni 2009 im Alter von 83 Jahren durch Suizid. Ihre Urne wurde am 24. Juli 2009 auf dem Evangelischen Friedhof Berlin-Friedrichshagen beigesetzt.

## Filmografie (Auswahl)
- 1958: Sie kannten sich alle
- 1959: Ware für Katalonien
- 1959: Eine alte Liebe
- 1960: Liebe auf den letzten Blick
- 1961: Guten Tag, lieber Tag
- 1972: Ein Kugelblitz aus Eberswalde
- 1976: Maxe Baumann: Ferien ohne Ende (Fernsehreihe)
- 1976: Krach im Hochhaus
- 1977: Maxe Baumann: Keine Ferien für Max (Fernsehreihe)
- 1978: Maxe Baumann: Max auf Reisen (Fernsehreihe)
- 1978: Ein Hahn im Korb (Fernsehfilm)
- 1979: Maxe Baumann: Überraschung für Max (Fernsehreihe)
- 1980: Der Keiler vom Keilsberg
- 1980: Maxe Baumann: Max in Moritzhagen (Fernsehreihe)
- 1981: Mein Vater Alfons
- 1982: Der blaue Oskar (Theateraufzeichnung)
- 1982: Maxe Baumann: Max bleibt am Ball (Fernsehreihe)
- 1983: Polizeiruf 110: Die Spur des 13. Apostels (Fernsehreihe)
- 1987: Ferienheim Bergkristall: So ein Theater (Fernsehschwank)
- 1989: Tierparkgeschichten (Fernsehserie)

## Theater
- 1951: William Shakespeare: Wie es euch gefällt (Phoebe, eine Schäferin) – Regie: Werner Wollek (Städtische Bühnen Erfurt)
- 1952: Edwin Burmester: Die lockere Odette (Louison, Tänzerin) – Regie: Hermann Schalk (Städtische Bühnen Erfurt)
- 1956: William Shakespeare: Ein Sommernachtstraum (Hermia) – Regie: Fritz Wisten (Volksbühne Berlin)
- 1960: Gerhart Hauptmann: Fuhrmann Henschel – Regie: Erich-Alexander Winds (Volksbühne Berlin)
- 1967: Frederick Loewe  / Alan J. Lerner: My fair Lady – Regie: Wolfgang Weit (Musikalische Komödie Leipzig)

## Veröffentlichungen
- Wo sind die Jahre geblieben ... Eine Lebensgeschichte. Henschel. Berlin 1991. ISBN 3-362-00615-9